# Shelton Benjamin
Shelton Albert Benjamin (* 9. Juli 1975 in Orangeburg, South Carolina) ist ein US-amerikanischer Wrestler und ehemaliger Ringer. Er ist bekannt durch seine Auftritte bei World Wrestling Entertainment (WWE) (Sein bisher größter Erfolg war der dreimalige Erhalt der Intercontinental Championship.) und All Elite Wrestling (AEW) unter seinem Ringnamen Shelton Benjamin. Derzeit tritt er bei deren Shows 'AEW Dynamite' und 'AEW Collision' auf und ist aktueller AEW Tag Team Champion mit Bobby Lashley unter deren Tag Team Namen 'The Hurt Syndicate'.

## Karriere im Ringen
Shelton Benjamin war zu seinen High-School-Zeiten Leichtathlet und Ringer. Als Sprinter über 100 Meter gewann er nationale Titel und als Ringer hatte er eine Kampfbilanz von 122 Siegen bei 10 Niederlagen. In seinem Heimatstaat South Carolina war er außerdem zweimaliger Meister im Schwergewicht. An der University of Minnesota freundete er sich mit Brock Lesnar an, mit dem er häufig gemeinsam trainierte.

## Wrestlingkarriere

### World Wrestling Entertainment (2000–2010)

#### Ohio Valley Wrestling (2000–2002)
Durch seine Erfolge im Ringen wurde World Wrestling Entertainment auf ihn aufmerksam und nahm ihn unter Vertrag. 2000 debütierte Benjamin schließlich als Wrestler. Bei der damaligen WWE Trainingsliga Ohio Valley Wrestling bildete man aus Benjamin und  Brock Lesnar das Tag Team Minnesota Stretching Crew. Im Februar 2001 gewannen sie erstmals die OVW-Tag-Team-Titel, den Benjamin mit verschiedenen Partner noch dreimal halten sollte.

#### The World's Greatest Tag Team (2002–2004)

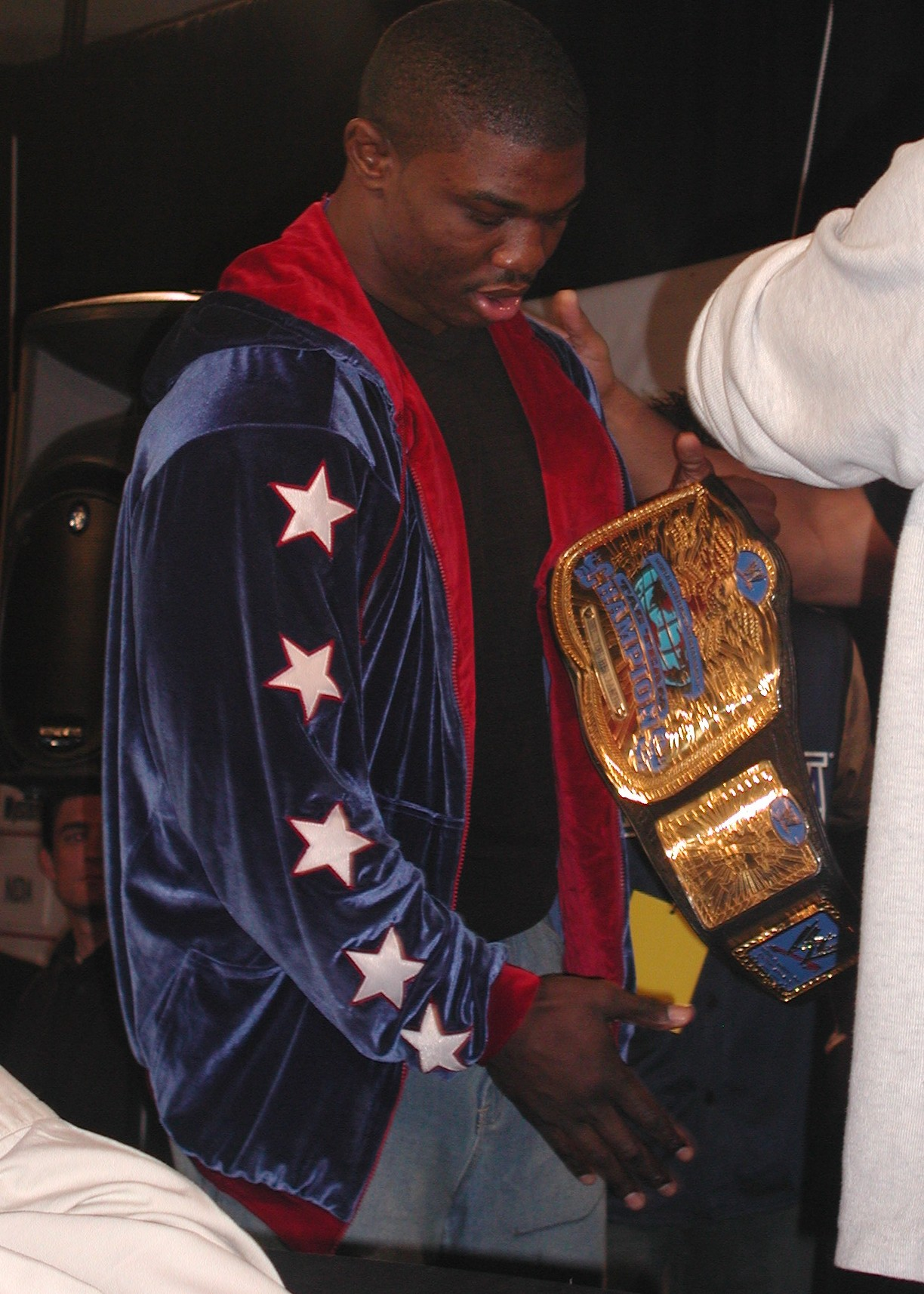
WWE Tag Team Champion Benjamin im Jahr 2003

Ab 2002 absolvierte Benjamin bereits einige Auftritte für die WWE, bis er im Oktober endgültig in die Hauptshows berufen wurde.
2003 ließ man ihn zusammen mit Charlie Haas von Kurt Angle als dessen Schützlinge vorstellen. Unter Angles Führung traten sie als Team Angle an. Nach nur etwas mehr als einem Monat ließ man sie die amtierenden WWE-Tag-Team-Champions Los Guerreros (Eddie und Chavo Guerrero) besiegen und damit die Titel erringen. Bei der Veranstaltung Judgment Day im Mai 2003, mussten sie die Titel wieder an Eddie und Tajiri abgeben, um diese nur wenige Wochen später erneut zu erhalten. Bereits zuvor wurden sie von Kurt Angle getrennt und traten  nun The Best Damn Tag Team Period oder (später) The World's Greatest Tag Team an. Sie gaben die Tag-Team-Titel im September erneut an die Guerreros ab und blieben in der Folgezeit im Titelgeschehen involviert, ohne diese jedoch erneut zu erhalten. Ihr vorerst letztes gemeinsames Match fand bei WrestleMania XX statt.

#### Intercontinental Champion(2004–2007)
Nach WrestleMania schickte man Benjamin zur Montagssendung RAW, wodurch das Team aufgelöst wurde. In seinem ersten Match ließ man ihn überraschenderweise den Topstar Triple H besiegen und damit zum Face werden. Anschließend wurde Benjamin in einem Fehdenprogramm gegen diesen und dessen Gruppierung Evolution eingebunden. Einen Tag nach seinem ersten Titelmatch um Randy Ortons WWE Intercontinental Championship, welches er aber nicht für sich entscheiden durfte, brach sich Benjamin die Hand und musste für mehrere Monate pausieren. Nach seiner Rückkehr im September nahm Benjamin das Fehdenprogramm gegen den verbliebenen Rest der Evolution wieder auf.
Bei der Veranstaltung Taboo Tuesday im Oktober erhielt er den Intercontinental Champion Titel gegen Chris Jericho. Am 20. Juni 2005 musste er den Titel an Carlito wieder abgeben.
Im Januar 2006 schrieb man ihm eine Storyline, dass seine Mutter, dargestellt von der Schauspielerin Thea Vidale (ein Archetyp der afro-amerikanischen „Big Momma“), ihn unterstützte und während seiner Matches gelegentlich eingriff. Kurz darauf wurde Benjamin wieder zum unbeliebten Wrestler umfunktioniert und trat nun wieder als Heel auf.
Die Schauspielerin, die Benjamins Mutter darstellte, hatte Herzprobleme und musste kurz darauf aus der Storyline herausgeschrieben werden. Ab diesem Zeitpunkt trat Benjamin als arroganter Bösewicht auf und bestritt Fehdenprogramme mit Flair, dessen Intercontinental-Titel er gewann, und Rob Van Dam. Diesen Titel verlor er an Rob Van Dam. Zwei Wochen später erhielt Benjamin gegen Rob Van Dam, Triple H und John Cena erneut den WWE-Intercontinental-Titel.
Wie schon bei seiner ersten Regentschaft war es schließlich ein RAW-Neuling, der Benjamin den Titel abnehmen durfte: In einem Triple-Threat-Match erhielt Johnny Nitro den Titel. Das daraus entstandene Fehdenprogramm der drei beteiligten Männer setzte man von Seiten der WWE noch eine Zeit lang fort.
Benjamin wurde nun immer seltener eingesetzt und musste häufig bei der B-Show HEAT auftreten. Im November bekam er das Gimmick eines, auf Grund angeblicher Benachteiligung, frustrierten Afro-Amerikaners und trat gegen das Tag-Team Cryme Tyme (JTG und Shad) an. Noch 2007 bildete Benjamin mit Charlie Haas erneut ein gemeinsames Tag-Team.

#### The Gold Standardund Entlassung (2007–2010)

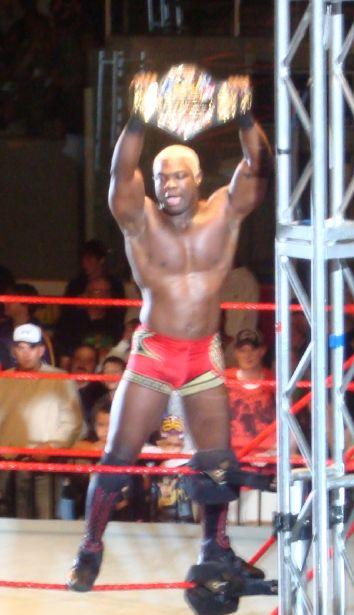
United States Champion Benjamin im Jahr 2008

Im November 2007 trat Shelton Benjamin bei der reaktivierten ECW gegen Tommy Dreamer an. Dort kündigte er im Rahmen der Storyline an, dass er nun bei dieser bliebe, womit das Tag-Team mit Haas wieder aufgelöst wurde. Bei ECW verkörperte Benjamin einen selbstsüchtigen Heel.
Am 25. Juni 2008 wechselte Benjamin zur Freitagssendung Smackdown! Bei der Großveranstaltung Great American Bash, die im Juli 2008 stattfand, durfte Benjamin durch einen Sieg über Matt Hardy die WWE United States Championship erringen. Er bestritt nun ein Fehdenprogramm mit R-Truth. Bei der 500. Ausgabe von Smackdown musste er seinen US-Titel an MVP abgeben.
Am 29. Juni 2009 wurde bekannt gegeben, dass Benjamin wieder im ECW-Roster der WWE antreten würde. Nach diversen Matches, zusammen mit Christian, gegen William Regal, Vladimir Kozlov und Ezekiel Jackson wurde er wieder als Face eingesetzt.
Nach der Einstellung des ECW-Brands wechselte Benjamin zu SmackDown. Benjamin durfte sich für das Money-in-the-Bank-Ladder-Match 2010 bei WrestleMania qualifizieren, nachdem er CM Punk besiegte. Doch bereits am 22. April 2010 wurde er unerwartet von der WWE entlassen. Am 8. März 2011 trat er aber wieder in einem Dark Match gegen Curt Hawkins an.

### Ring of Honor Wrestling (2010–2013)
Am 11. September 2010 ist Benjamin wieder mit Charlie Haas als das World's greatest Tag Team bei Ring of Honor unterwegs, welche am 1. April 2011 die ROH World Tag Team Championship von den Kings of Wrestling sichern konnten. Nach dem Titelverlust an die Briscoe Brothers am 23. Dezember 2011, gewannen sie die Titel von jenen am 12. Mai 2012 bei Border Wars zurück. Bei Best In The World verloren sie den Titel an The All-Night Express (Kenny King & Rhett Titus).

### New Japan Pro Wrestling (2012–2015)
Benjamin debütierte am 9. Januar 2011 bei New Japan Pro-Wrestling.

### Rückkehr zur WWE (seit 2017)
Am 26. Juli 2016 wurde bei SmackDown sein Comeback bekannt gegeben, das aber aufgrund einer schwerwiegenden Verletzung der Schulter auf unbestimmte Zeit verschoben worden ist.
Am 29. Juli 2017 bestritt er sein Comeback bei Smackdown und gewann in einem Tag Team-Match mit Chad Gable gegen The Ascension Konnor & Viktor. Später trennte man das Tag Team und seitdem bestritt Benjamin nur wenige Singles Matches.
Im Rahmen des WWE Drafts wechselte Benjamin am 14. Oktober 2019 von SmackDown zu Raw. Am 20. Juli 2020 gewann er den WWE 24/7 Championship von R-Truth. Die Regentschaft hielt 14 Tage und verlor den Titel am 3. August 2020 an Akira Tozawa. Am 18. August gewann er den Titel von R-Truth, diesen verlor er jedoch in der gleichen Nacht an Cedric Alexander. Jedoch konnte er diesen in der gleichen Nacht erneut gewinnen. Den Titel verlor er eine Woche später am 24. August 2020 an Akira Tozawa. Im Juli 2020 schloss er sich der Gruppierung The Hurt Business an, bestehend aus den Mitgliedern Bobby Lashley, Cedric Alexander und MVP. Am 20. Dezember 2020 gewann er zusammen mit Benjamin die Raw Tag Team Championship, hierfür besiegten sie The New Day Kofi Kingston und Xavier Woods. Die Regentschaft hielt 85 Tage und verloren am 15. März 2021 die Titel zurück an The New Day.
Am 29. März 2021 wurde er durch Bobby Lashley und MVP aus der Gruppierung geworfen. Bei der Raw-Ausgabe vom 27. September 2021 vereinte er wieder mit dem Stable, indem er in einem Match gegen Big E eingriff. Am 10. Januar 2022 wurde bekannt gegeben, dass sich das Stable komplett auflösen wird. Am 15. Mai 2022 wurde bekannt gegeben, dass er sich eine unbekannte Verletzung zugezogen hat.
Am 21. September 2023 wurde seine Entlassung in der WWE bekannt.

## Titel und Auszeichnungen

### Wrestling
- Millennium Wrestling Federation

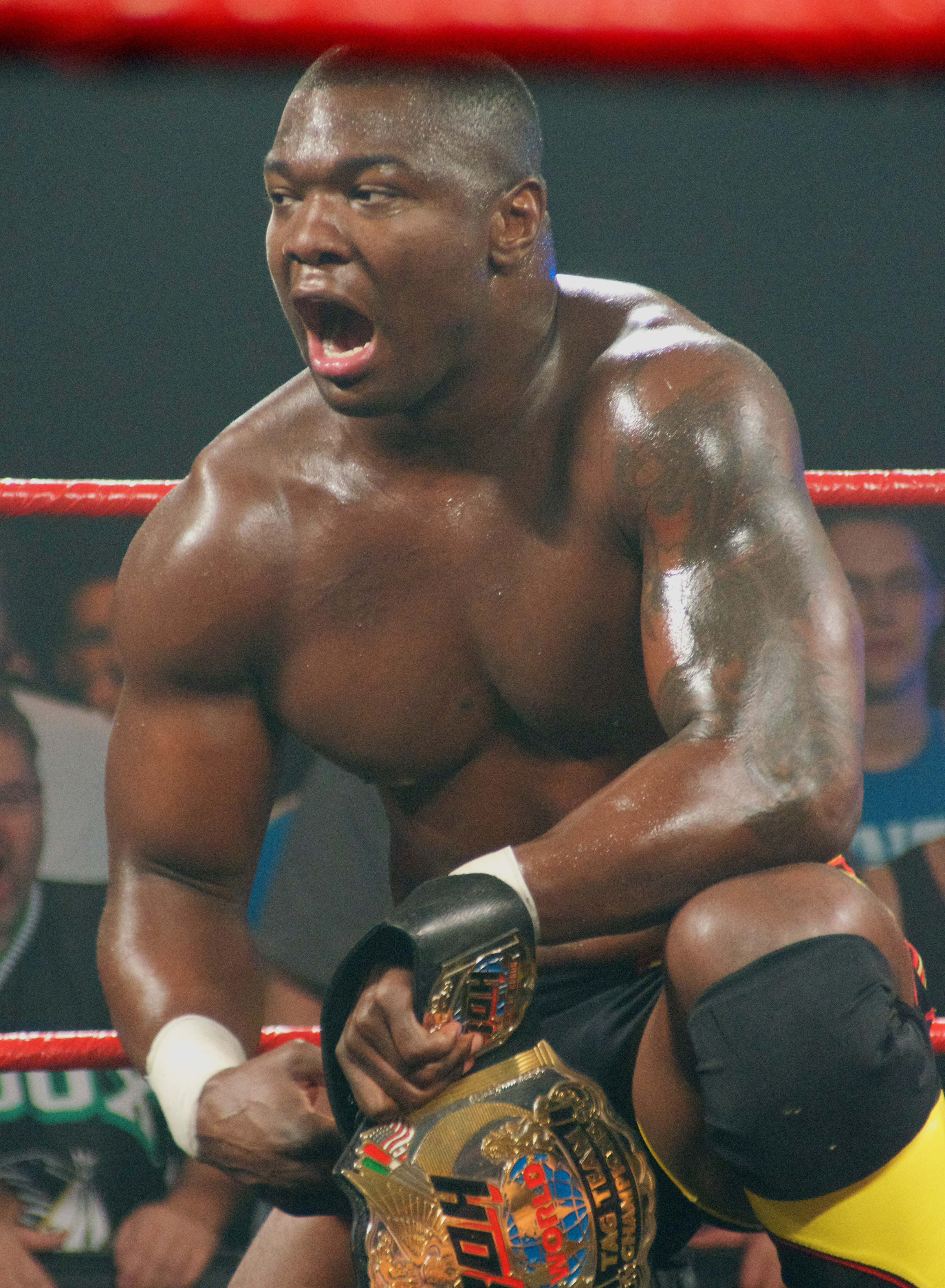
ROH World Tag Team Champion Benjamin im Jahr 2011

  - MWF Heavyweight Championship (1×)

- Ohio Valley Wrestling
  - OVW Southern Tag Team Championship (3× mit Brock Lesnar, 1× mit Edd Dogg)

- Ring of Honor
  - ROH World Tag Team Championship (2× mit Charlie Haas)

- World Wrestling Council
  - WWC Universal Heavyweight Championship (1×)

- World Wrestling Entertainment
  - WWE Intercontinental Championship (3×)
  - WWE United States Championship (1×)
  - WWE Tag Team Championship (2× mit Charlie Haas)
  - Raw Tag Team Championship (1× mit Cedric Alexander)
  - WWE 24/7 Championship (3×)

### Ringen
- National Collegiate Athletic Association
  - All-American (1997, 1998)

- National Junior College Athletic Association
  - Junior College National Wrestling Champion

### Leichtathletik
- National Junior College Athletic Association
  - Junior College 100 meter Champion